# ANAクラウンプラザホテル宇部
ANAクラウンプラザホテル宇部（エイエヌエークラウンプラザホテルうべ、英: ANA Crowne Plaza Ube）は、山口県宇部市にあったシティホテルである。UBEの完全子会社である株式会社ユービーイーホテルズがIHG ANA ホテルズのフランチャイズホテルとして運営していた。コロナ禍における業績悪化や建物の老朽化を理由として、2024年（令和6年）3月31日をもって営業を終了した。

## 概要
1983年（昭和58年）に全日空ホテルズグループ18番目、「全日空ホテル」ブランドでは札幌、博多、松山、広島、熊本に次ぐ6番目の「宇部全日空ホテル」として開業。2011年（平成23年）12月1日にインターコンチネンタルホテルズグループの高級シティホテルブランド「クラウンプラザホテルズ」として日本国内12番目の「ANAクラウンプラザホテル宇部」へリブランド、リニューアルオープンした。
村野藤吾の意匠設計による宇部興産ビルの西側ホテル棟に入居し、UBE（旧宇部興産）の完全子会社である株式会社ユービーイーホテルズがIHG ANA ホテルズのフランチャイズとして運営している。宇部興産ビルの建設によるホテルの誘致は、当時の宇部興産社長であった中安閑一が「将来宇部市が国際都市へと飛躍していく先駆けとなるに相応しい、外国の要人も宿泊できる都市型ホテルや店舗、国際会議もできる会議場、事務所を備えた複合ビル」を構想し実現した。
1200名を収容でき6カ国語の同時通訳設備を有する国際会議場など、周辺地域では数少ない本格的なシティホテルとしての機能があり、政治家等によるパーティーや講演、各種学会や全国大会の会場として利用され、地域の迎賓館的役割を担う。最上階のバンケットホールからは、周防灘に面して展開する化学コンビナートや宇部市街を一望に収めることができる。
こうした背景から前身の宇部全日空ホテル時代より、1984年（昭和59年）11月11日には高松宮宣仁親王、2006年（平成18年）11月には国民文化祭開会式へ臨席した皇太子など、皇族の行幸啓の際に泊所として利用されている。また2021年第34期将棋竜王戦は宇部市市制施行100周年記念事業の一環として七番勝負第4局を誘致開催。藤井聡太三冠が竜王奪取を果たした会場でもあった。開業時の記念パーティーでは、児玉麻里、世良譲らの演奏により、ダークダックス、弘田三枝子の歌唱が披露された。
運営会社のユービーイーホテルズは、宇部興産とANAグループで自社就航地を中心に「全日空ホテルズ」を展開していた全日空エンタプライズの事業提携・共同出資により、1982年（昭和57年）4月に株式会社宇部全日空ホテルとして設立された。全日空エンタプライズからANAホテルズ&リゾーツへの移管を経て、1999年（平成11年）7月11日に宇部興産が経営権を取得し、同年8月13日に商号から全日空を外す形で宇部興産（UBE）グループとしての社名に変更した。
2023年（令和5年）10月13日、UBEはコロナ禍における業績悪化や、開業から40年以上が経過し建物が老朽化していることなどから、2024年（令和6年）3月末をもって当ホテルの営業を終了すると発表。部分は発表時点で売却先を探しているが見つかっておらず、運営会社のユービーイーホテルズは同年6月を目処に解散し、ホテル譲渡先が見つからない場合は100人余りの従業員も解雇するとした。同じ建物内にあるオフィス部分についてはそのまま継続して運営する。
ホテルを含む宇部興産ビルの所有権は2001年（平成13年）に三井住友信託銀行が取得し、UBEがリースバックしユービーイーホテルズに転貸する形を取っていたが、前述のホテル閉鎖を前にした2024年（令和6年）2月26日、広島市に本社を置き中四国地方で不動産事業を展開する「みどりホールディングス」がビルの土地・建物の所有権を取得した。同社はグループ内にホテル運営会社を持つが、ANAクラウンプラザホテルとしての営業終了後は自社で運営を行わず、宿泊部門は別のホテル事業者に引き継いで早期の営業再開を目指す方針を示した。新たなホテルは「実績ある事業者」と交渉を進めているが再開時期は未定、国際会議場の運営は検討中としている。

## 沿革
- 1982年（昭和57年）4月 - 宇部興産と全日空エンタプライズ（後にANAホテルズ&リゾーツへ移管、IHG・ANA・ホテルズグループジャパンへと再編）の出資のより株式会社宇部全日空ホテルを設立。
- 1983年（昭和58年）11月1日 - 宇部興産ビル開業に伴い宇部全日空ホテルとして営業開始。
- 1999年（平成11年）8月13日 - 宇部興産が経営権を取得し、運営会社の商号を株式会社ユービーイーホテルズに変更[12]。
- 2011年（平成23年）12月1日 - ANAクラウンプラザホテル宇部にリブランド[2][6]。
- 2024年（令和6年）3月31日 - ANAクラウンプラザホテル宇部としての営業を終了[3]。

## 評価
日本ホテル協会の広報誌である『ホテルレビュー』において経営コンサルタントの高橋健が、宇部全日空ホテル当時の営業方針としてフルコースのディナーが首都圏の2割から3割引で提供されていることに着目、ホテル側に尋ねたところ「宿泊客にホテルを出て外食してほしくなく割り引いてでも夕食を試してほしい」「一度来ると常客になる傾向」「地元の人にもホテルのレストランに親しんでもらう目的」を説明されたことが印象に残り、自身でも「また宇部へ行ったらおそらく全日空ホテルに泊まりこのディナーを楽しむ」と思ったことから、「地方都市ホテルでの戦術として中々良い線を行っている」と評価している。
宇部市の地元紙である『宇部時報』（後の宇部日報）は、当ホテルの開業に触れたコラムにおいて6ヶ国同時通訳施設を備えた国際会議場など全国屈指の機能を有することを紹介した上で、同社社長の持論として「宇部、小野田、美祢、山口、防府の5市、山陽、楠、秋芳、美東、阿知須、小郡、秋穂の7町を含めた、宇部市が山口県の中核都市として、将来百万都市への中枢的機能を発揮することができる一つの現れ」と評していた。
放射線医学における断層映像の学会である「断層撮影法研究会」が「断層映像研究会」に改称し、その第1回研究会を1988年（昭和63年）当時の宇部全日空ホテルで開催するにあたり、同研究会の世話人が「地方の小都市にはちょっと出来過ぎではないかとも言われている」と紹介している。
ホテルの閉館発表に対し宇部市長の篠崎圭二は、宇部商工会議所会頭、宇部観光コンベンション協会会長らと連名で「経営上の判断を尊重したいが、街のにぎわいに多大な貢献してきた施設がなくなることは大変残念」「建物は村野建築の代表的な作品でもあり、今後の施設利用についても懸念している」とのコメントを発表。また宇部旅館ホテル生活衛生同業組合はの組合長は当ホテルの「国際会議場での学会や全国大会の誘致は、周辺ホテルにも大きな波及効果があったので、営業終了は大変残念だし大きな痛手」とし、後継の運営会社が見つかりホテルとしての営業継続を願う旨をコメントした。

## 交通アクセス
- 山口宇部空港から車で10分、またはリムジンバスで宇部中央バス停下車徒歩1分。
- JR宇部線 宇部新川駅から徒歩5分。
- 山陽自動車道宇部ICより10分。